# Sídliště Solidarita

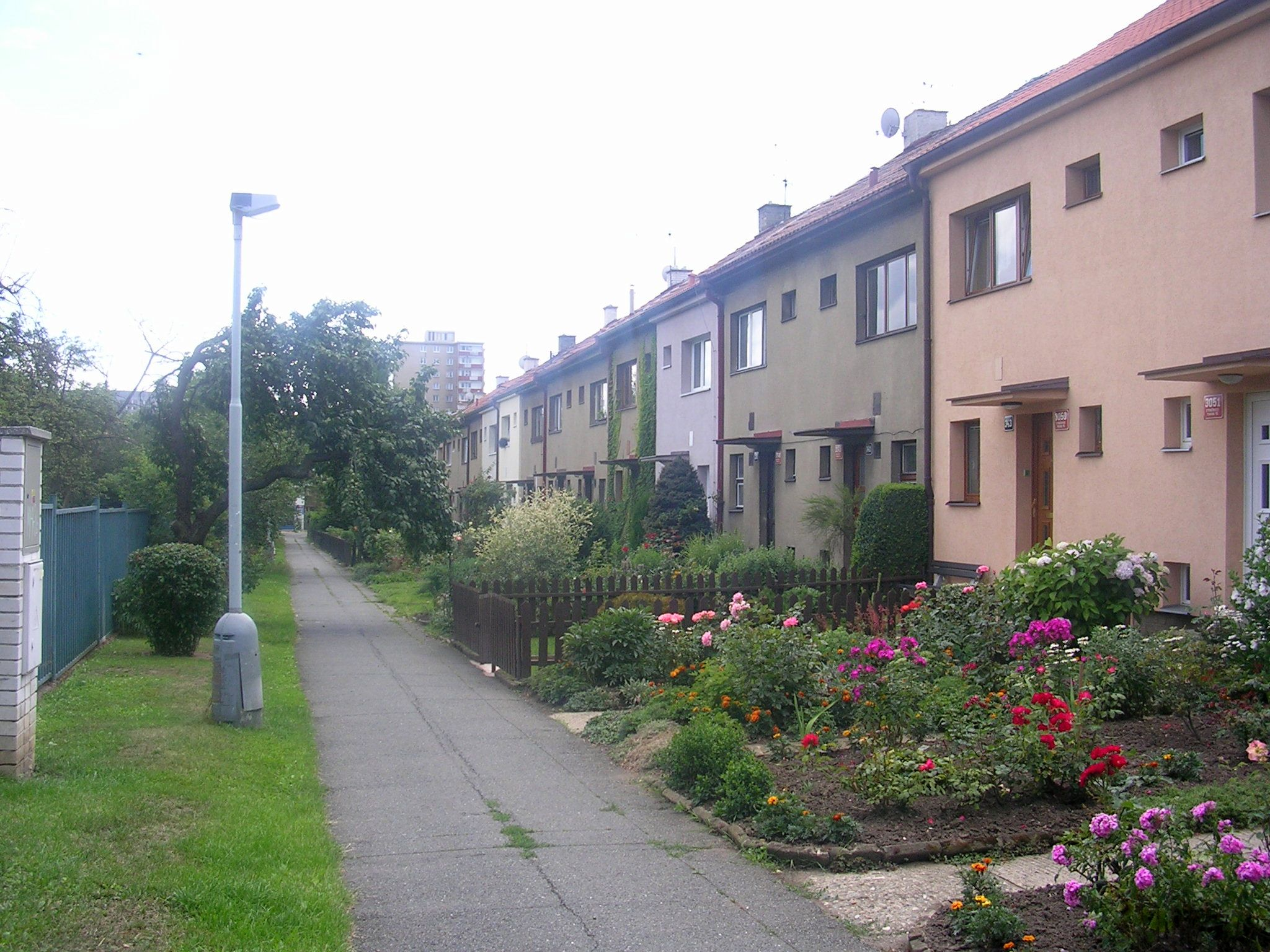
Řadové domky v ulici Brigádníků

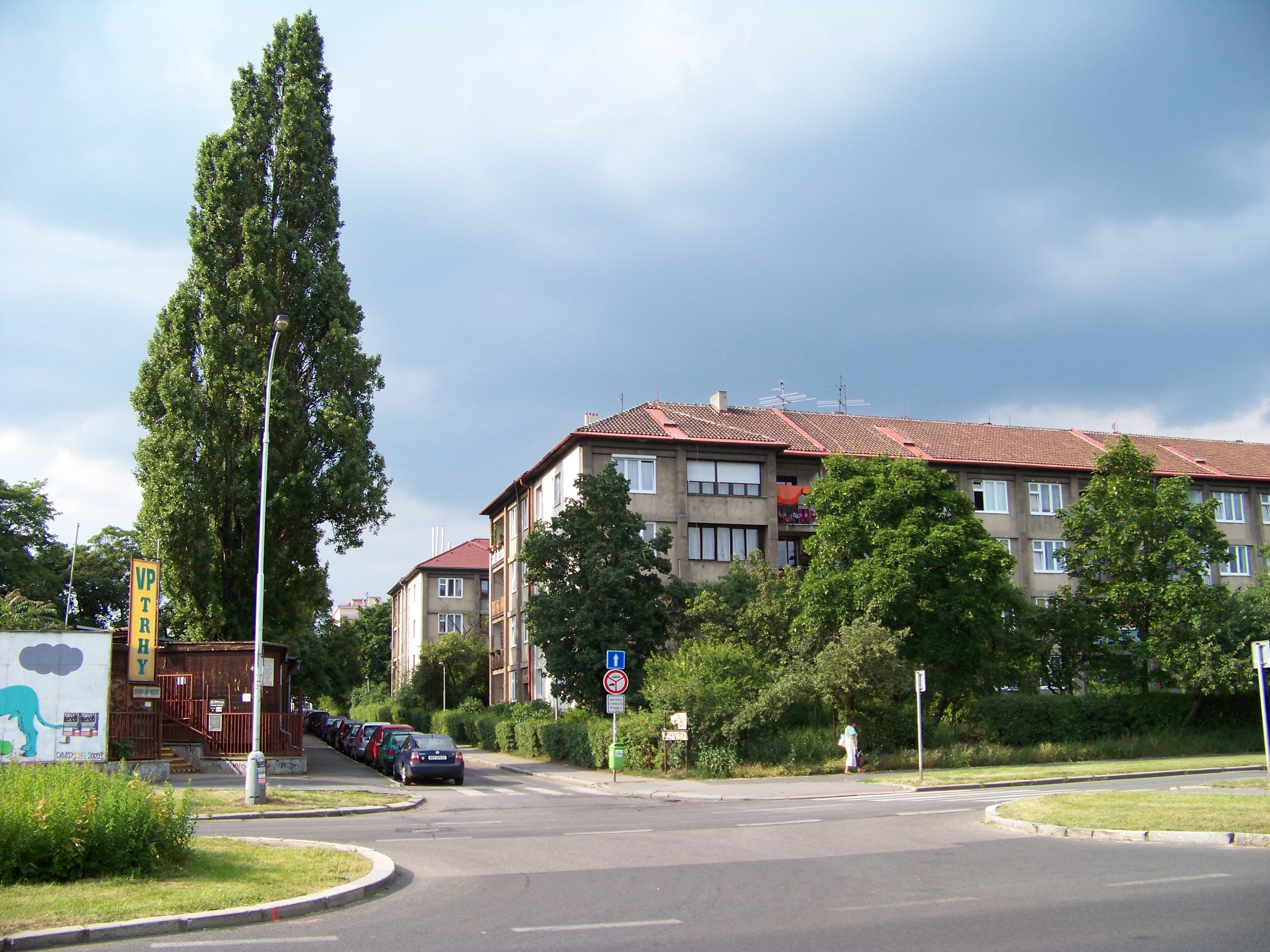
Domy u Bečvářovy (původně Soudružské) ulice, pohled z ulice V olšinách

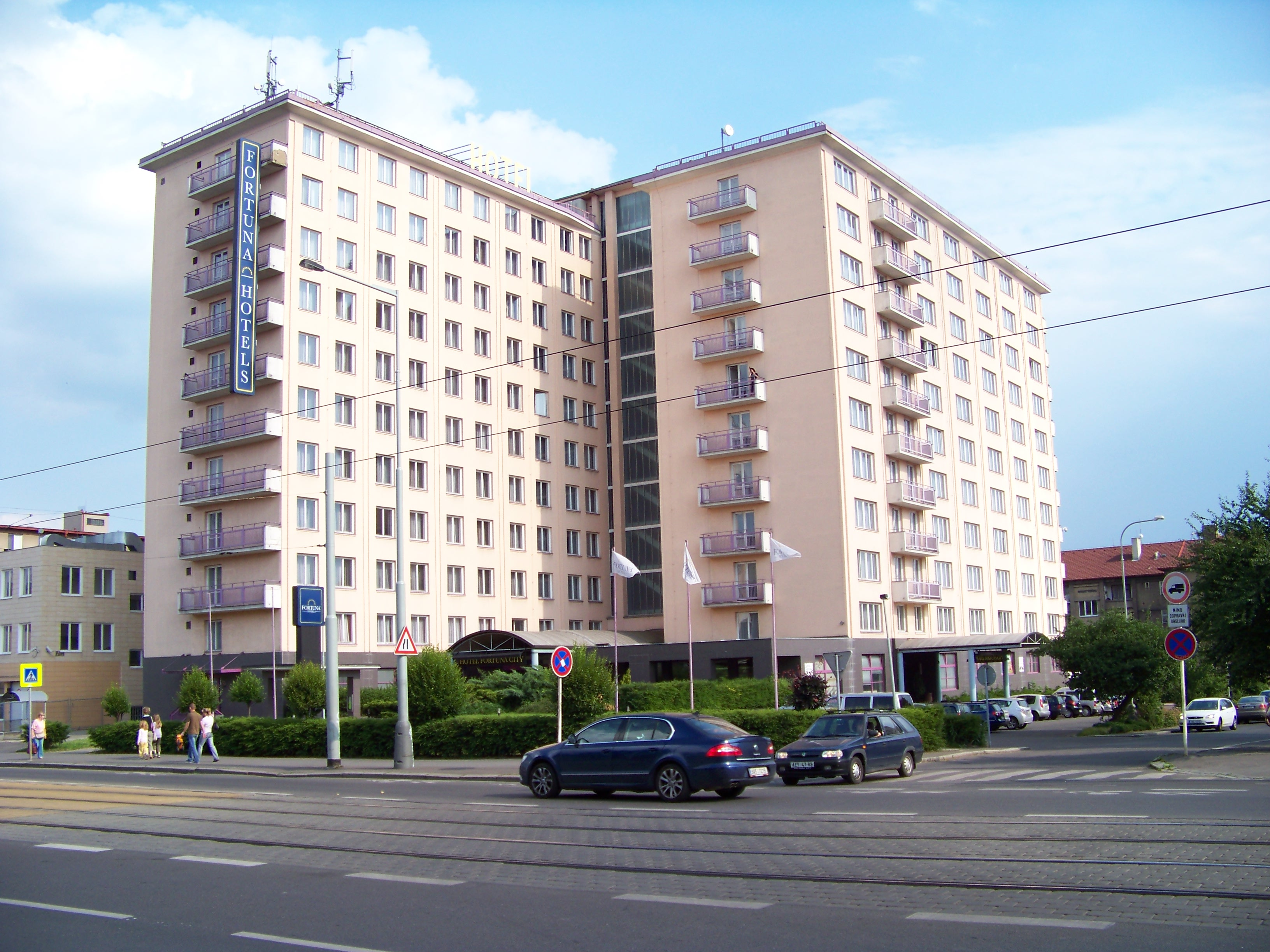
Hotel Solidarita (později Fortuna City, dnes Comfort Hotel Prague City East) doplňuje severozápadní roh sídliště

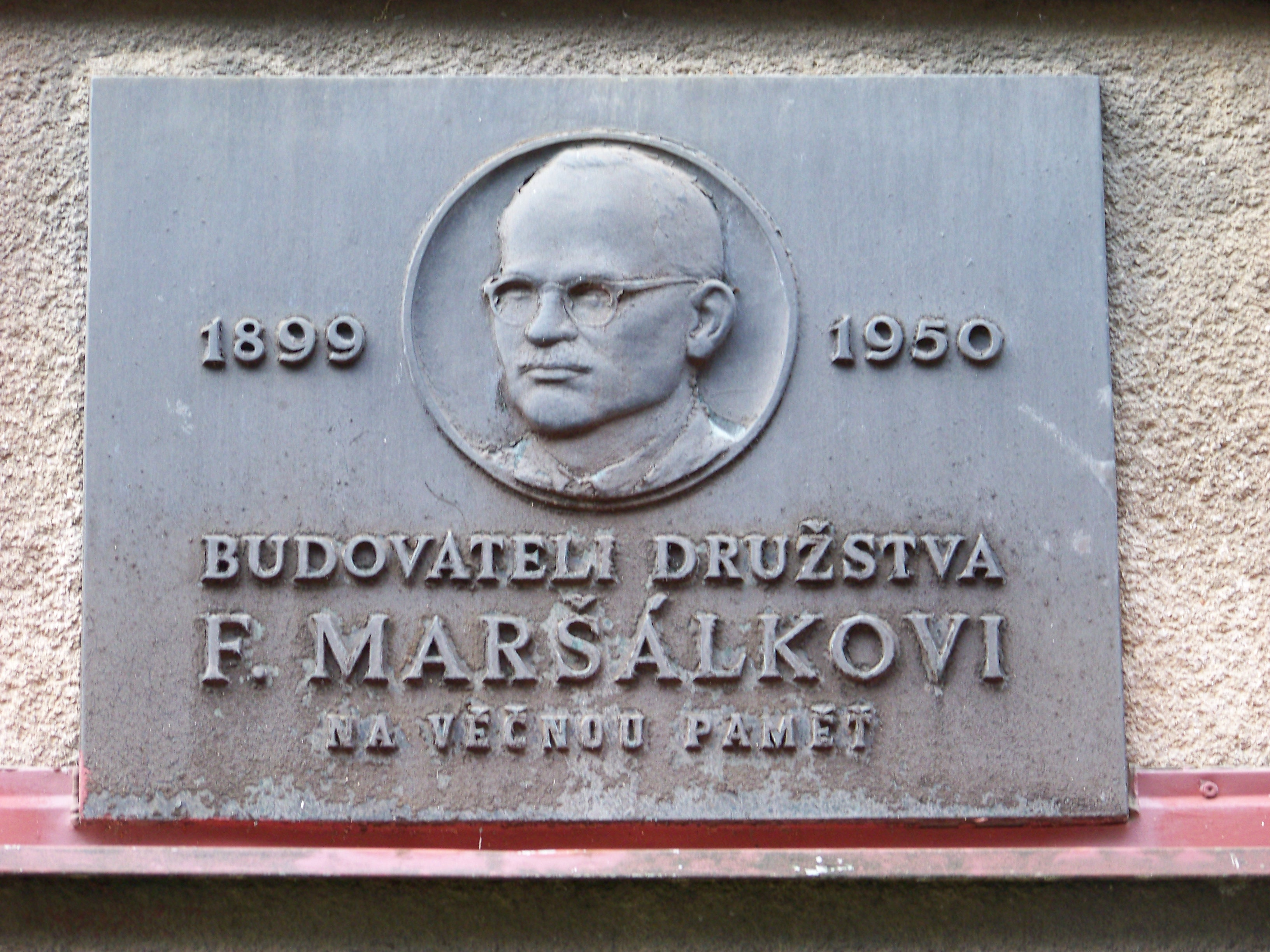
Pamětní deska na domu Černokostelecká 42

Sídliště Solidarita v Praze-Strašnicích tvoří obdélníkovou zástavbu od ulice Bečvářovy (původně Soudružské) po ulici Úvalskou mezi ulicí Černokosteleckou a ulicí V Olšinách. Vybudováno bylo v letech 1947–1951 a bylo první velkou poválečnou bytovou akcí v Praze a prvním pražským sídlištěm v dnešním smyslu slova (byť první náznaky sídlišť, ještě cihlových, se objevily již ve 30. letech). Postavilo jej Stavební družstvo Solidarita, v němž sdružilo své síly šest bytových družstev a šest průmyslových závodů a národních podniků. Vedoucím projektantem byl František Jech a jeho tým, který měl zkušenost s předválečnými funkcionalistickými stavbami a navazoval i na levicové vize o jednoduchém úsporném bydlení, dále jsou jako autoři uváděni Hanuš Majer a Karel Storch.

## Popis a postup výstavby
Projekt navázal na Le Corbusierovy úvahy o Zářících městech a na vizi proletářského bydlení a „ekonomie nejmenšího bytu“, jakou představila architektonická Levá fronta na výstavě roku 1931. Byl opuštěn princip blokové výstavby s vnitrobloky, kterou ještě do 30. let regulační plán striktně vyžadoval, a nahradily je rovné linie domů v zeleni. Řadové domky měly v přízemí po jedné straně vstupní chodby kuchyni a koupelnu, po druhé straně schodiště do patra, přízemní obývací pokoj má dveře na malou zahrádku za domem. V patře jsou dvě ložnice, z nichž menší má malou terasu nad zahrádkou.
Pro projekt byla vybrána obdélníková plocha o rozměrech cca 880×440 metrů jižně od Černokostelecké ulice. Během dvouletého plánu zde mělo být postaveno asi 1200 bytů, z toho polovina v dvoupodlažních nepodsklepených rodinných domcích a polovina v nájemních čtyřpodlažních domech. Zhruba v polovině byl obdélník rozdělen zeleným pásem o šířce 170 metrů od severu k jihu (ohraničen dnešními ulicemi Solidarity a Turnovského), který měl sloužit pro sport a tělovýchovu a měl být obklopen občanskou vybaveností: kulturním domem, zdravotnickým zařízením, mateřskou i obecnou školou, v severozápadním rohu tržištěm, poštou, halovými garážemi, v jihovýchodním rohu teplárnou a centrální prádelnou. Na jižní straně byla naprojektována vícepruhová městská komunikace (dnešní ulice V olšinách).
Rozhodující část byla postavena na přelomu 40. a 50. let jako novátorské řešení kolektivní bytové výstavby s použitím velkoformátových stavebních prvků z betonu, např. sloupů a stropnic, vyráběných přímo na staveništi – předchůdců pozdějších panelových systémů. Zdi jsou ještě cihlové, střechy sedlové s klasickou keramickou krytinou.
Domy byly v zásadě dvojího typu:
- typové řadové domky – "bloky" po sedmi řadách různých délek: B, D (s domem veřejné samoobslužné prádelny), F a G (rovněž s prádelnou)
- třípatrové bytové domy – bloky A (6 řad) a E (1 řada) na západní straně sídliště
- doplňující zástavba: základní škola (pojmenovaná podle J. Fučíka), park, fotbalové hřiště s běžeckou dráhou sloužící jak škole, tak TJ Strašnice.

Ještě v 50. letech byly doplněny prakticky jednotnou cihlovou zástavbou čtyřpodlažních domů
- 8 krátkých řad mezi ulicemi Solidarity, Dvouletky, Dětskou a Brigádníků doplněné kulturním domem s restaurací (nynějším Strašnickým divadlem), prodejnou potravin a výčepem na místě předpokládaného bloku C,
- 7 řad mezi ulicemi Turnovského, Brigádníků, U kombinátu a Černokosteleckou doplněné přízemní řadou obchodů, zvanou "kombinát",
- 3 krátké řady mezi Škvoreckou, Dvouletky a U kombinátu.

Na dobu svého vzniku (zejména prvotní bytová zástavba) poskytovalo poměrně vysoký standard bydlení, např. byty měly přes 100 m², jen dva na patře. Řadové domky byly sice malé, ale zamýšlené jako provizorní, dnes bychom řekli startovní, na cca 10 až 20 let, než očekávaný mohutný rozmach socialistického hospodářství umožní nahradit je definitivní zástavbou.
Rozsáhlá socialistická výstavba sídlišť začala až asi deset let po dokončení sídliště Solidarita. Zatímco to ještě zčásti navazovalo na koncepci vilových čtvrtí 30. let, v 60. letech byla výstavba nízkých řadových domků na sídlišti Solidarita už hodnocena jako plýtvání možnostmi danými pozemkem.
Roku 1962 vznikla v sídlišti Solidarita tělovýchovná jednota TJ Solidarita Praha, která původně měla oddíly fotbalový, turistický a moderní gymnastiky a na sídlišti měla na školním pozemku fotbalové hřiště, šatny a kanceláře. Roku 1967 byl založen nohejbalový oddíl, který se stal ze všech oddílů nejúspěšnějším a několikrát se stal mistrem republiky. Roku 1973 TJ získala pozemky na sídlišti Skalka, kde si členové svépomocí vybudovali škvárové fotbalové hřiště, čtyři nohejbalové kurty a objekt šaten. Roku 1982 vznikl tenisový oddíl, který nabral členy zejména v oblasti sídliště Skalka a vybudoval si dvorce s příslušenstvím. Oddíly turistiky a moderní gymnastiky postupně zanikly. Fotbalový oddíl zanikl po roce 2000 kvůli prašnosti škvárového hřiště, na jeho místo byl rozšířen tenisový areál a vybudována hřiště na plážový volejbal.

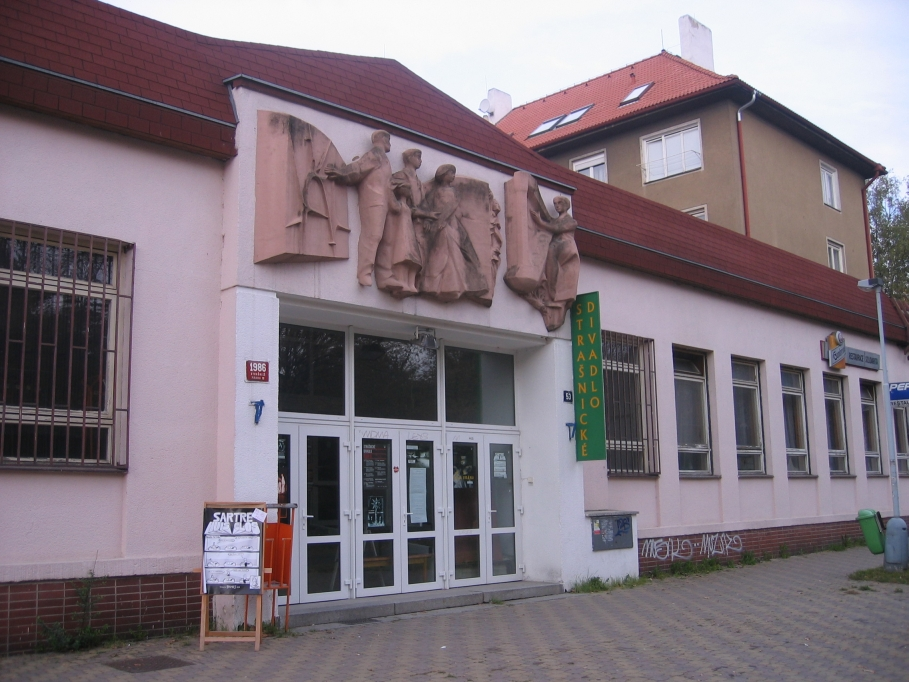
Divadlo Solidarita (dnes Strašnické divadlo) v ulici Solidarity
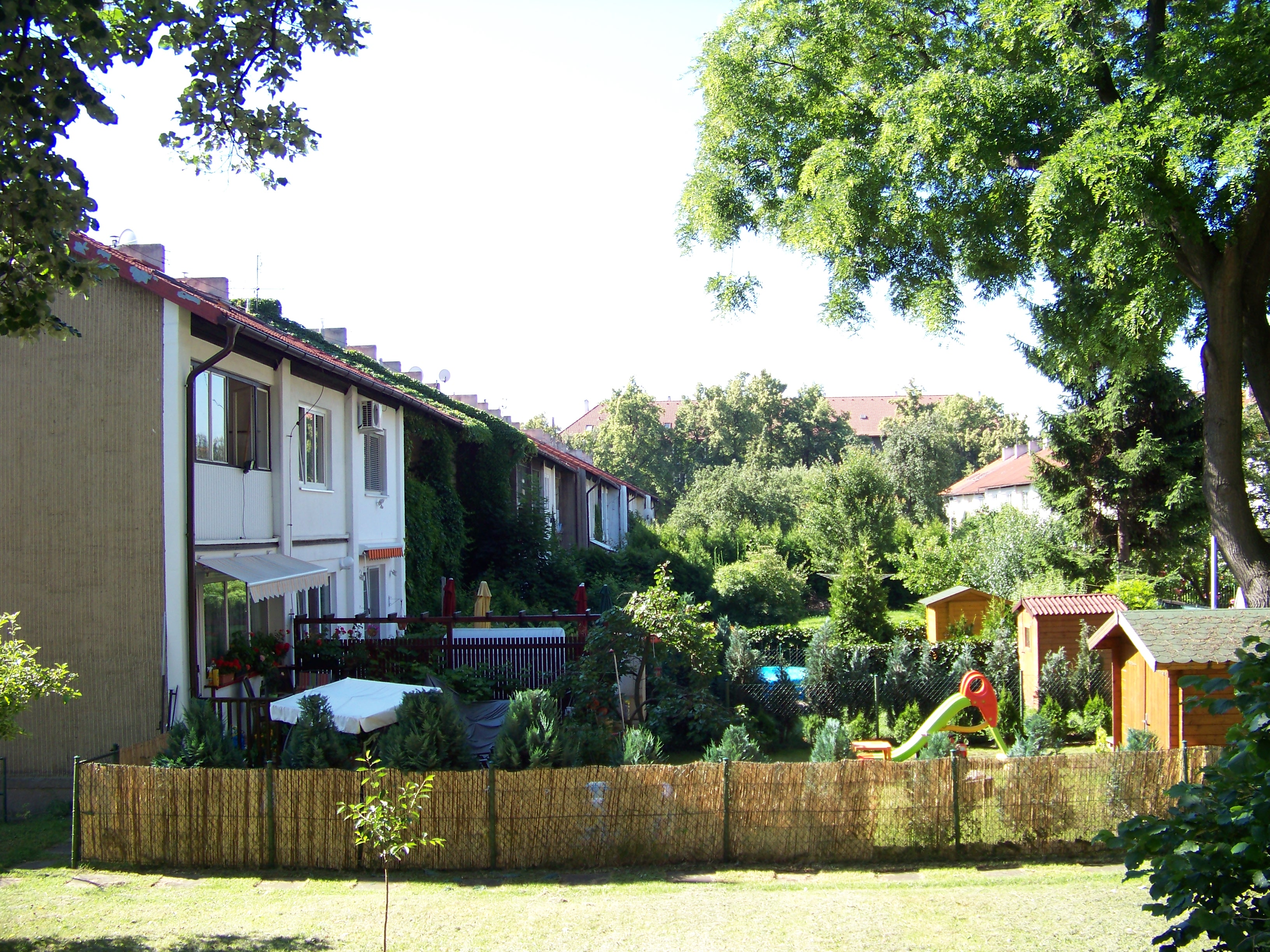
Zahrádky řadových domků v ulici Dvouletky
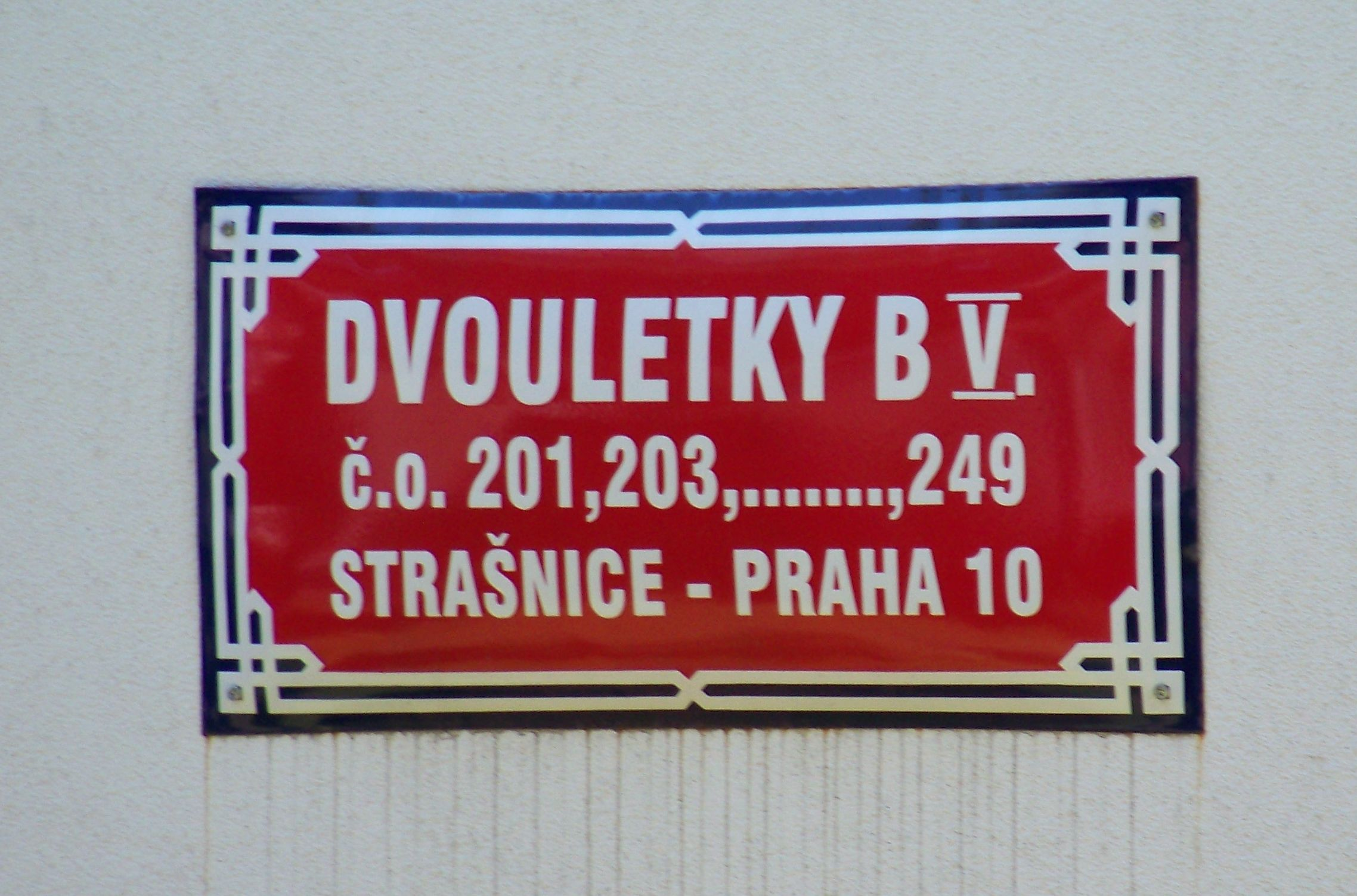
Číslování řadových domků a jejich bloků
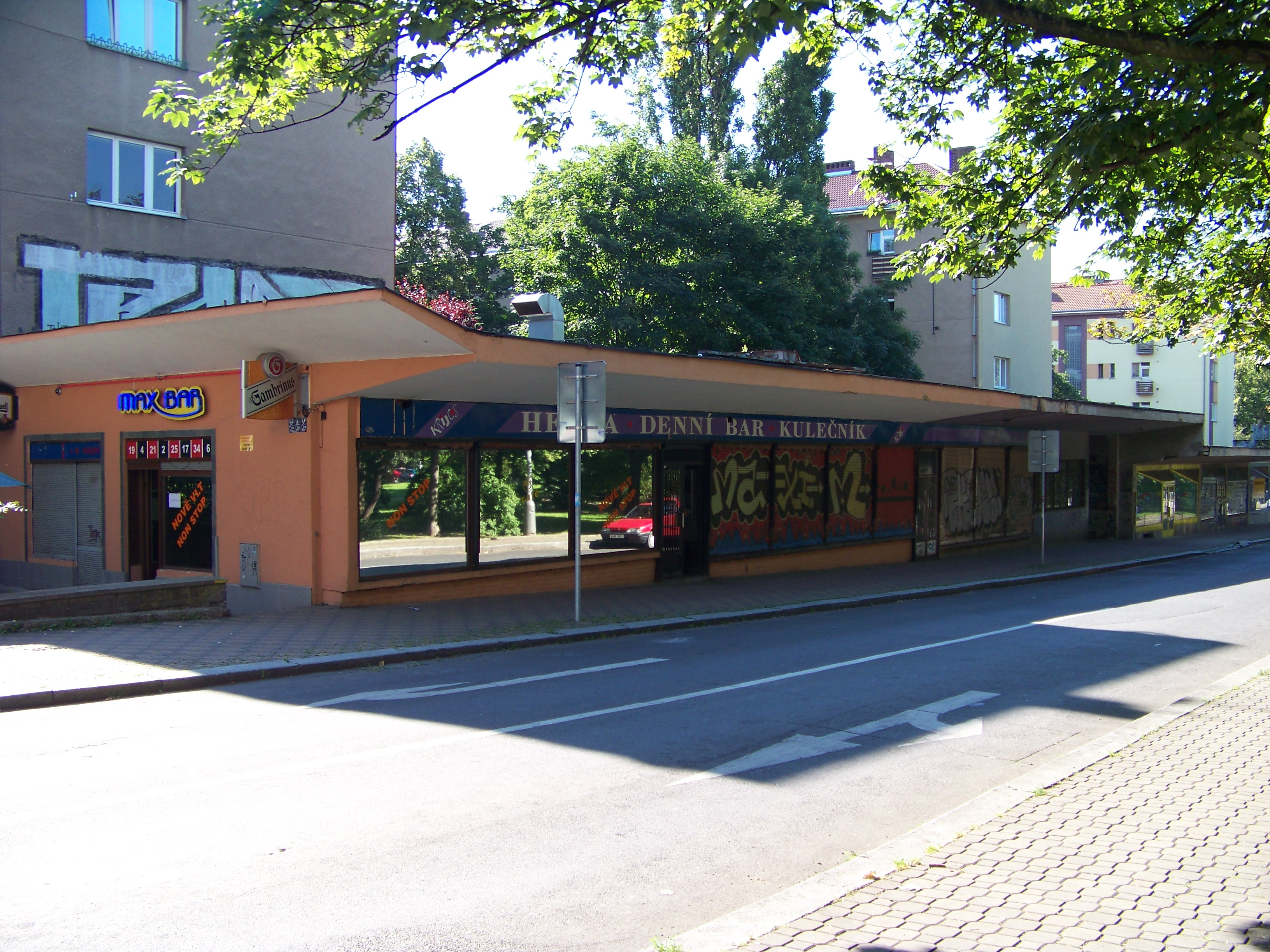
Řada obchodů v ulici Turnovského

## Komunitní život
Na sídlišti Solidarita se místní aktivisté snaží rozvíjet komunitní život. Během celého roku pořádají řadu setkání a akcí pro děti i dospělé. 
V roce 2018 založilo několik obyvatel sídliště spolek Sídliště Solidarita z.s, aby své aktivity oficiálně zastřešoval. Spolek se pokouší aktivně ovlivňovat dění ve čtvrti, pořádá sousedské akce, snaží se o osvětu.

## Televizní film
V roce 2009 natočil dokumentární poeticky laděný film  Nad hlavou hvězdy, srp a kladivo na téma života doby jeho mládí na Solidaritě (57 min) režisér Josef Císařovský.